# Aeroporto di Aşgabat
L'Aeroporto di Aşgabat (IATA: ASB, ICAO: UTAA), noto con il nome commerciale di Saparmurat Turkmenbashy International Airport in onore di Saparmyrat Nyýazow, Presidente del Turkmenistan dal 1991 al 2006, è un aeroporto turcomanno situato nell'estrema parte meridionale del Paese alla periferia di Aşgabat nella Provincia di Ahal e a poca distanza dal confine con l'Iran. La struttura è dotata di due piste parallele in cemento, la cui principale ha orientamento RWY 12L-30R ed è lunga 3800 m e larga 46m; l'altitudine è di 211 m, la frequenza radio 121,700 MHz per la torre. L'aeroporto è operativo 24 ore al giorno ed è aperto al traffico commerciale internazionale.